# Sam Jacobson
Pour les articles homonymes, voir Jacobson.
Samuel « Sam » Jacobson, né le 22 juillet 1975 à Cottage Grove dans le Minnesota, est un ancien joueur américain de basket-ball. Il évoluait aux postes d'arrière et d'ailier.